# Allersdorf (Gößweinstein)
Allersdorf ist ein Gemeindeteil des Marktes Gößweinstein im Landkreis Forchheim (Oberfranken, Bayern).

## Geografie
Das in der Wiesentalb gelegene Dorf liegt etwa dreieinhalb Kilometer südsüdöstlich des Ortszentrums von Gößweinstein auf einer Höhe von 516 m ü. NHN.

## Geschichte
Bis zum Beginn des 19. Jahrhunderts unterstand Allersdorf der Landeshoheit des Hochstifts Bamberg und lag im Vogteibezirk des Amtes Gößweinstein, dem in seiner Funktion als Vogteiamt die Ausübung der Dorf- und Gemeindeherrschaft zustand. Als das Hochstift Bamberg infolge des Reichsdeputationshauptschlusses 1802/03 säkularisiert und unter Bruch der Reichsverfassung vom Kurfürstentum Pfalz-Baiern annektiert wurde, wurde Allersdorf ein Bestandteil der bei der „napoleonischen Flurbereinigung“ gewaltsam in Besitz genommenen neubayerischen Gebiete.
Durch die Verwaltungsreformen zu Beginn des 19. Jahrhunderts im Königreich Bayern wurde Allersdorf mit dem Zweiten Gemeindeedikt im Jahr 1818 ein Gemeindeteil der Ruralgemeinde Stadelhofen. Im Zuge der Gebietsreform in Bayern wurde Allersdorf zu Beginn des Jahres 1972 in den Markt Gößweinstein eingegliedert.

## Verkehr
Eine aus dem Südosten kommende Gemeindeverbindungsstraße durchquert Allersdorf und führt weiter zur Staatsstraße 2191, in die sie unmittelbar südlich von Stadelhofen einmündet. Vom ÖPNV wird das Dorf an einer Haltestelle der Buslinie 222 des VGN bedient. Der nächstgelegene Bahnhof befindet sich in Ebermannstadt, es ist der kommerzielle Endbahnhof der Wiesenttalbahn.